# Rex Nemorensis

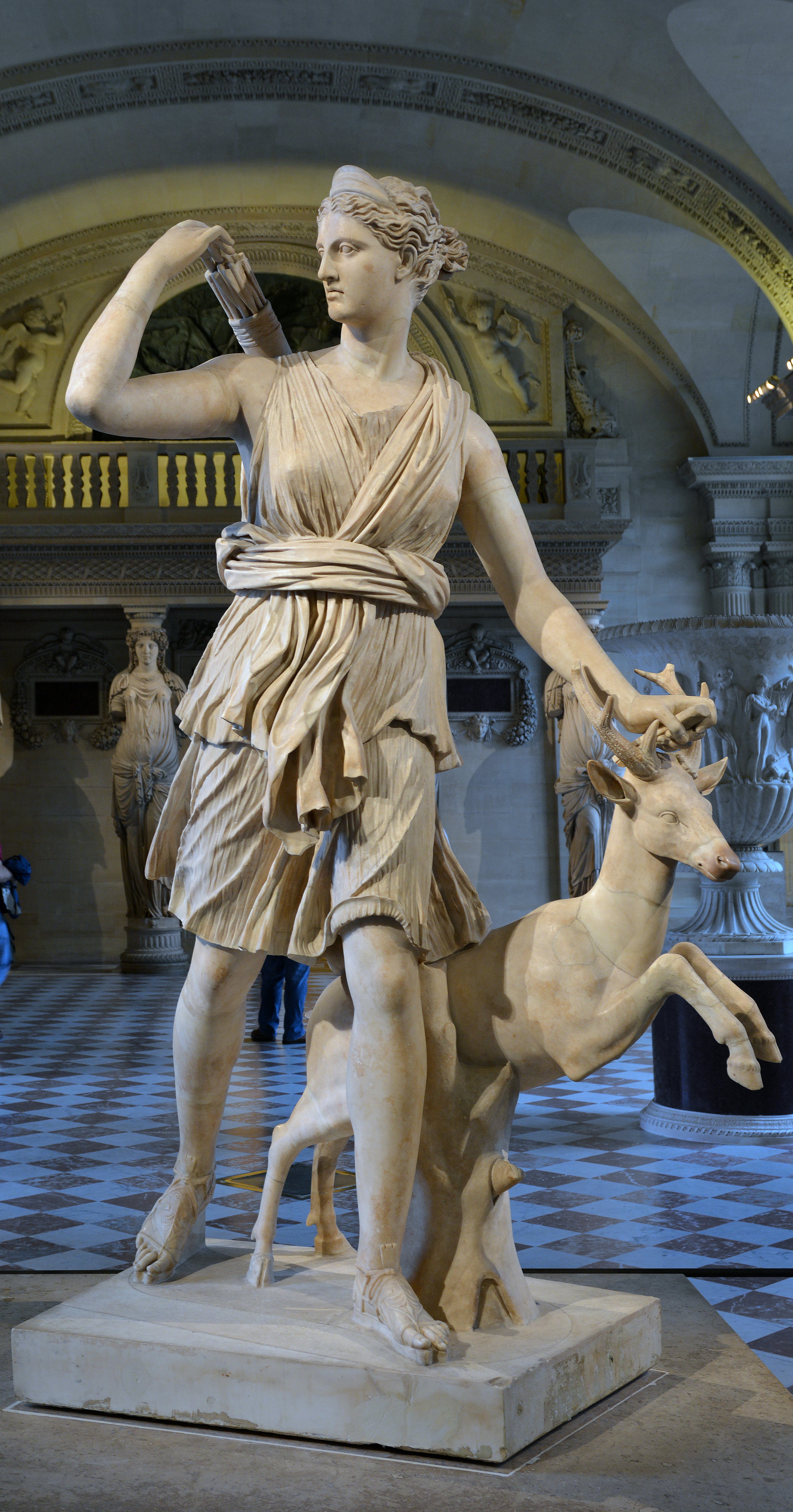
Diana, in de Romeinse mythologie, de godin van de wilde dieren en de jacht.

De Rex Nemorensis, (Latijn: "de koning van Nemi" of "de koning van het bos") was een heilige koning die dienstdeed als priester van de godin Diana in Aricia in Italië, aan de oevers van het Meer van Nemi.
Het priesterschap speelde een belangrijke rol in de mythografie die James Frazer uiteenzette in zijn antropologische studie The Golden Bough, een interpretatie die een blijvende invloed heeft uitgeoefend.